# 기가쿠

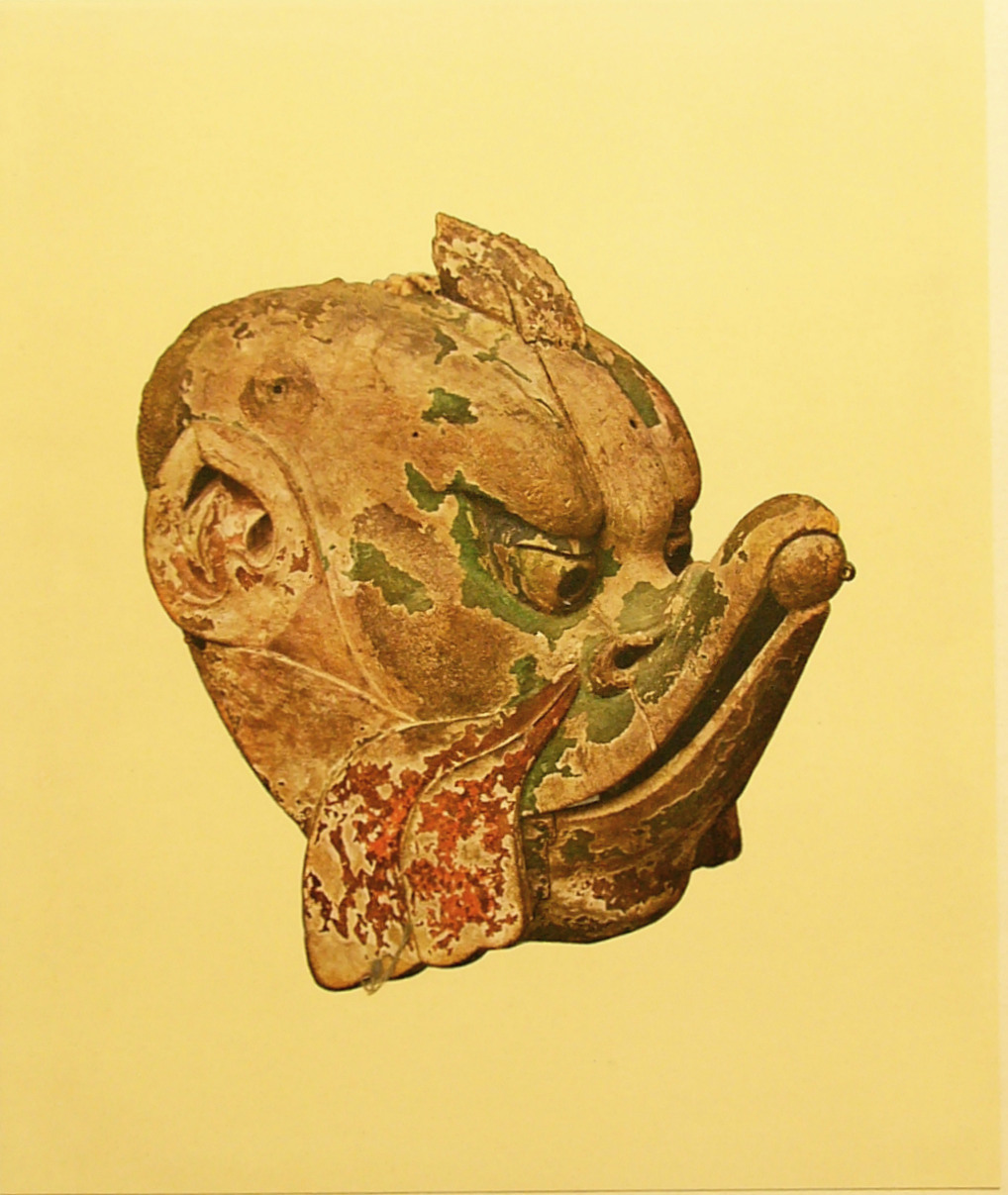

기가쿠(일본어: 伎楽) 또는 기악은 일본의 전통 연극의 하나이다.
'구레가쿠(呉楽)' 또는 '구레노우타마이(伎楽儛)'라고도 했다. 외래 악무 중에서는 가장 오래된 것 중의 하나이며, 주로 사원의 불회에서 행하여졌다. 문헌상으로 처음 나타나게 된 것은 <니혼쇼키> 스이코 천황 20년(612년)조에,
| “ | 백제 사람 미마지(味摩之) 귀화하다. 가로되, 오(吳, 중국 항저우시 지방)에서 배워 기악무를 터득했다고 말했다. 즉, 사쿠라이에 안거케 하되, 소년들을 모아 기악무를 배우게 함 | ” |

이라는 기사이다. 물론, 오늘까지 남아 있는 가면 같은 것으로 추측해 보면, 그 본향은 고대 티베트, 인도 근방이었던 것 같고, 그것이 서역지방을 거쳐 오나라로 들어갔다가 일본에까지 전파되어 간 듯하다.
당시의 상세한 연출에 대해서는 알 수도 없지만, 고마노치카자네의 <교훈초(敎訓抄)>(1233)에 의하면, 우선 피리(笛)·삼고(三鼓)·동박자(銅拍子) 등의 음악과 함께, 각종 기악가면(伎樂假面)을 곁들인 사람들이 1종의 행도(行道)를 하고, 그 후 야비하고 우스운 촌극을 연출할 정도의 거친 것이었다.
융성기는 8세기 중엽까지였고, 그 후로는 계속해서 전래된 고아한 무악(舞樂)에 압도되어서 급격히 쇠망하였다.

## 기악가면
기가쿠멘(일본어: 伎楽面)은 기가쿠에 사용되는 가면의 총칭으로서, 그 종류는 치도(治道)·사자두(獅子頭)·사자아(獅子兒)·오공(吳公)·금강(金剛)·가루라(伽樓羅)·곤륜(崑崙)·오녀(吳女)·바라문(波羅門)·역사(力士)·대고부(大孤父)·대고아(大孤兒)·취호왕(醉胡王)·취호종(醉胡從)의 14종이었다. 가면은 야외극 때의 기가쿠에 꼭 알맞게 매우 크며, 후두부를 감싸듯 만들어졌고, 눈과 콧구멍과 입 등도 크게 내었다. 표정도 매우 과장적이며 이상한 형태의 것이 많다. 재료는 오동나무·녹나무·노송나무 등이 쓰였는데, 그 중에는 말린 옻나무가 재료로 된 것도 있다.